# Чернеево (Московская область)
Чернеево — село в Дмитровском районе Московской области, в составе Сельского поселения Большерогачёвское. Население — 15 чел. (2010). До 2006 года Чернеево входило в состав Покровского сельского округа. В селе действует Церковь Димитрия Солунского 1864 года постройки
В Чернееве 12 февраля 1924 года родился Герой Советского Союза Мартынов Евгений Васильевич.

## Расположение
Село расположено в западной части района, у границы с Клинским районом, примерно в 32 км северо-западнее Дмитрова. на правом берегу реки Чернеевки (правый приток Сестры), высота центра над уровнем моря 135 м. Ближайшие населённые пункты — Соколовский Починок в 2 км на север, Нечаево в 2, км на юго-восток и Петровка, Клинского района, в 2 км на юг.

## Население

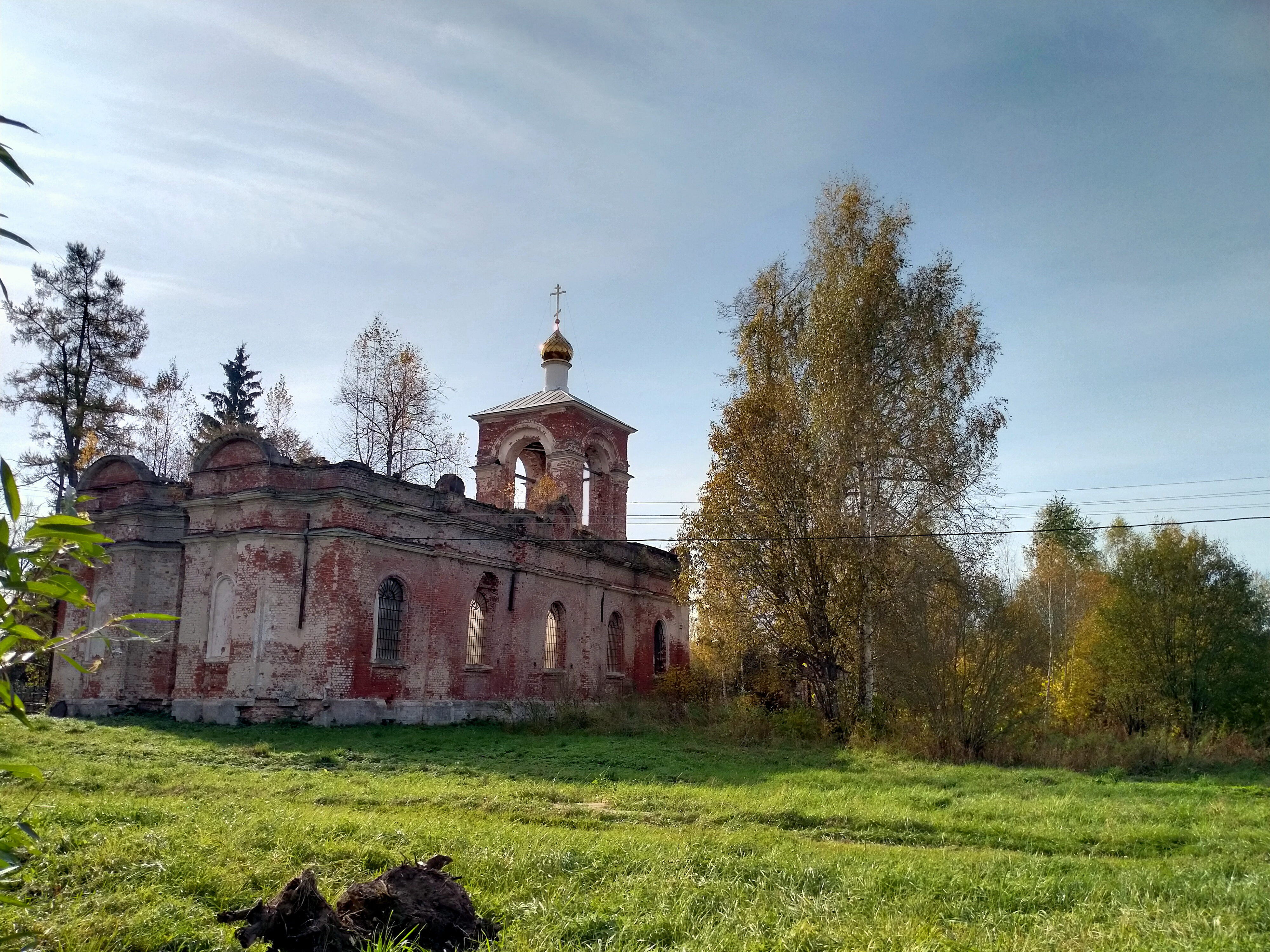
Церковь Димитрия Солунского в с. Чернеево

| 2002 | 2006 | 2010 |
| ---- | ---- | ---- |
| 22   | ↘9   | ↗15  |